# آكس أون بروفانس
آكس أون بروفانس (بالفرنسية: Aix-en-Provence، أكستانية: Ais de Provença) مدينة فرنسية تقع في الجنوب الشرقي من فرنسا بالقرب من مدينة مرسيليا.
تأسست المدينة سنة 122 قبل الميلاد، وعدد سكانها اليوم هو 141.545 نسمة.

## جيوغرافيا

### التموقع
تتواجد المدينة على بعد 33 كم من مارسيليا. وتعبرها عدة جداول مائية من شرق المدينة نحو غربها.

### الجيولوجيا والتضاريس
تغطي المدينة 16.608 هكتارا، ما يجعلها 11 أكبر مدينة بفرنسا. هته المساحة تتضمن 6.219 هكتارا من الغابات.
تتواجد المدينة في منطقة ذات خطر زلزالي تقديره ضعيف إلى متوسط. وكان قد خلف بها زلزال 1909 أضرارا مهمة.

### المواصلات

#### الباص
لهذه المدينة شبكة باص تغطي جميع أحياء المدينة عبر 26 خط منتظم.

#### السكك الحديدية
تتواجد بالمدينة محطتين للقطار.

## رياضة
تتوفر المدينة على عدة أندية مهمة.

## ثقافة محلية وتراث

### مواقع ومعالم

#### المباني الدينية
- كنيسة مادلين
- كنيسة الروح القدس
- كنيسة القديس جان دو مالت

#### متاحف
تتوفر المدينة على عدة متاحف. ويعد متحف غراني المتحف الرئيسي للمدينة، وهو متواجد أمام كنيسة القديس جان دو مالت، وقد شيدت بنايته سنة 1671.

## توأمة
لآكس أون بروفانس اتفاقيات توأمة مع كل من:
- باث
- باتون روج
- قرطاج
- قلمرية
- كورال غيبلز
- فيلادلفيا
- غرناطة
- وجدة
- بيروجيا
- توبينغن
- عسقلان

## أعلام
- جوزيف بيتون دو تورنفور
- إليانور من بروفانس
- ميشال أدانسون
- هيلين غريمو
- بول سيزان
- ريناتو الأول ملك نابولي